# Fusarium graminearum
Fusarium graminearum (Synonym: Gibberella zeae (Schwein.) Petch) ist ein Pilz aus der Gruppe der Ascomyceten. Der Pilz lebt im Boden, kann aber auch Pflanzen befallen. Das Genom des Pilzes ist vollständig sequenziert.

## Merkmale

### Merkmale auf Nährmedien
Fusarium graminearum bildet auf Nelkenblatt-Agar (CLA) recht selten blass-orangen Sporodochien, die oft unter dem Mycel versteckt sind. Die Hauptfruchtform wird normalerweise auf dem Agar oder auf den Nelkenblattstückchen gebildet. Als homothallischer Pilz können Peritezien gebildet werden, ohne verschiedene Isolate zu kreuzen. Auf Kartoffel-Dextrose-Agar (PDA) wächst Fusarium graminearum schnell und bildet ein reichlich vorhandenes, recht dichtes Myzel, das in der Farbe von weiß bis blass-orange und gelb variiert. Sporodochien sind rotbraun bis orange und werden nur langsam gebildet, d. h. nach mehr als 30 Tagen. Rote Pigmente werden im Agar gebildet, die aber je nach pH-Wert ins Gelbe umschlagen können.

### Mikroskopische Merkmale
Makrokonidien werden relativ selten gebildet, am häufigsten in Sporodochien. Sie sind recht schlank, sichelförmig bis beinahe gerade und dickwandig. Sie besitzen fünf bis sechs Septen und eine spitz zulaufende apikale Zelle und eine fußförmige Basalzelle. Die Bildung von Chlamydosporen ist variabel, sie findet häufig in den Makrokonidien statt. Sie werden in Haufen und Ketten gebildet. Sie sind kugelig mit einer leicht rauen, aber nicht warzigen Oberfläche. Es werden keine Mikrokonidien gebildet. Sporodochien werden selten gebildet und sind orange. Die Makrokonidien in ihrem Inneren sind gleichförmig und gleich groß.

### Ähnliche Arten
Fusarium pseudograminearum ist sehr ähnlich und kaum von Fusarium graminearum zu unterscheiden. Ersterer ist aber heterothallisch und bildet daher keine Perithecien von Einzelsporenkolonien. Von Fusarium culmorum und Fusarium crookwellense unterscheidet sich die Art in der Form der Makrokonidien.

## Befallsbild
Weizen und Gerste bilden eine typische Taubährigkeit aus. Die Körner sind schrumpelig und klein. Bei Mais wird eine Kolbenfäule ausgelöst. Es gibt zwischen den einzelnen Getreidesorten Unterschiede in der Anfälligkeit. So geht eine erhöhte Konzentration an Ferulasäure in den Körnern mit einer erhöhten Resistenz zu Fusarium graminearum einher.

## Relevanz

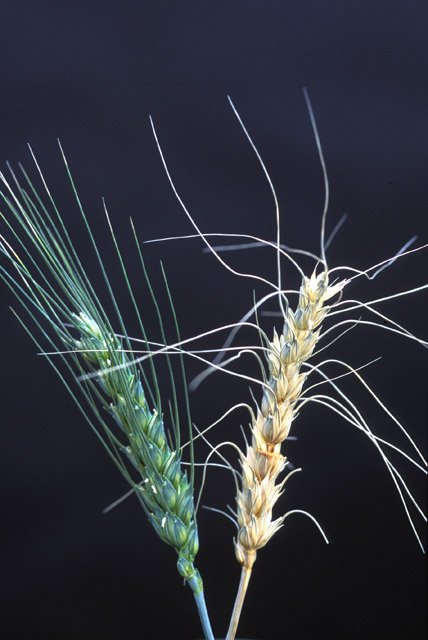
Eine gesunde Ähre (links) im Vergleich mit einer von Fusarium graminearum befallenen (rechts)

Ein Befall von landwirtschaftlich genutzten Kulturen wie Weizen oder Mais führt zu Ertragsverlusten und zur Belastung des Korns mit Pilzgiften (Mykotoxinen). Das am häufigsten und in den höchsten Konzentrationen in Weizenmehl vorkommende Mykotoxin ist Deoxynivalenol. Lebens- und Futtermittel, die mit Mykotoxinen belastet sind, können die Gesundheit von Mensch und Tier beeinträchtigen. Wichtige Aggressionsfaktoren sind auch die Bildung von Trichothecenen. Für mehrere Fusarium-Toxine gelten gesetzlich festgelegte Höchstmengen in Rohgetreide und Lebensmitteln.

## Fortpflanzung und asexuelle Vermehrung
Gibberella zeae bildet sexuelle Sporen (Ascosporen) und asexuelle Sporen (Makrokonidien) zu seiner Verbreitung. Die Sporen werden durch Wind und Regen verbreitet.

## Viren
Fusarium graminearum wird infiziert von der Virusspezies Gemytripvirus fugra1 (alias Fusarium graminearum gemytripvirus 1, FgGMTV1), bisher (Mai 2021) einzige Spezies der Gattung Gemytripvirus in der Familie Genomoviridae.

## Systematik
Bis 2013 wurde die Hauptfruchtform Gibberella zeae genannt, die Nebenfruchtform Fusarium graminearum. Seit dem 1. Januar 2013 ist aber nur noch der Name der Hauptfruchtform für alle Pilze gültig, wie auf dem Nomenklaturkongress des International Code of Botanical Nomenclature (ICBN) in Melbourne 2011 beschlossen wurde. Da allerdings der Name Fusarium für die gesamte Gattung viel häufiger verwendet wird als Gibberella, wurde beschlossen, dass Fusarium der alleinige gültige Name wird. Für Fusarium graminearum ist Gibberella zeae daher nur noch ein Synonym.
Lange Zeit wurde noch weitere sehr ähnliche Arten von Fusarium graminearum abgetrennt, wie Fusarium acaciae-mearnsii, Fusarium asiaticum und Fusarium cortaderiae. Leslie und Summerell (2006) schlugen aber vor, alle diese Arten unter einer Art, Fusarium graminearum zusammenzufassen.